# Pearl Abraham
Pearl Abraham (* 16. Oktober 1960 in Jerusalem, Israel) ist eine US-amerikanische Autorin und Hochschullehrerin.

## Leben
Abraham wuchs als drittes von neun Kindern in einer chassidischen Familie auf. Im Alter von fünf Jahren zog sie mit ihrer Familie nach New York City. Nach mehreren Umzügen nach Israel und zurück nach New York lebt sie seit dem Alter von 12 Jahren in dieser Stadt. Ihre Schulbildung erfolgte je nach Wohnort entweder in Jiddisch oder in Englisch.
Abraham schloss das Hunter College in Manhattan ab und erlangte den Grad Master of Fine Arts (MFA) im Fach Kreatives Schreiben an der New York University. Danach lehrte sie an ihrer Alma Mater, am Sarah Lawrence College und der University of Houston. Heute (2013) ist sie Assistenzprofessorin für die englische Sprache an der Western New England University und lebt abwechselnd in Springfield und New York City.

## Werk
Abraham hat bisher vier Romane veröffentlicht und war Herausgeberin einer Anthologie in niederländischer Sprache mit dem Titel: Een sterke vrouw: Jewish Heroines in Literature. Ihre Kurzgeschichten und Essais erschienen in verschiedenen Zeitschriften.

## Preise und Auszeichnungen
- Abrahams Romane waren in Bestseller-Listen und auf Vorschlagslisten für einige Literatur-Auszeichnungen.
- 1995: Best Book of 1995 vom Library Journal für The Romance Reader.
- 2006: Shamus Award für die beste Kurzgeschichte über einen Privatdetektiv für Hassidic Noir.

## Veröffentlichungen
- The Romance Reader. Riverhead Books, New York City 1995.
  - deutsch von Rosemarie Bosshard: Die Romanleserin. Roman. Bertelsmann, München 1996, ISBN 3-570-12257-3.
- Giving Up America. Riverhead Books, New York City 1998, ISBN 1-57322-121-X.
  - deutsch von Rosemaria Bosshard: Abschied von Amerika. Bertelsmann, München 2000, ISBN 3-570-00295-0.
- The Seventh Beggar. Riverhead Books, New York City 2005, ISBN 1-57322-285-2.
- American Taliban: A Novel. Random House, New York City 2010, ISBN 978-1-4000-6858-6.